# Аджиджас Котону
Аджиджас Котону (фр. Ajijas Cotonou) — бенінський футбольний клуб з міста Котону, заснований у 1970 році.

## Історія
Заснований у 1970 році.
У 1981 році команда виграла Бенінську прем'єр-лігу. Зник у 1988 році після розформування бенінської Прем'єр-ліги. Був відновлений у 1995 році. Нині виступає у другому за значущістю дивізіоні країни.

## Досягнення
- Прем'єр-ліга Беніну (1): 1981

## Виступ у змаганнях КАФ
- Ліга чемпіонів CAF: (1 виступ): 1982 — попередній раунд

## Стадіон
В даний час команда виступає на стадіоні «Шарль де Голль».